# Манты

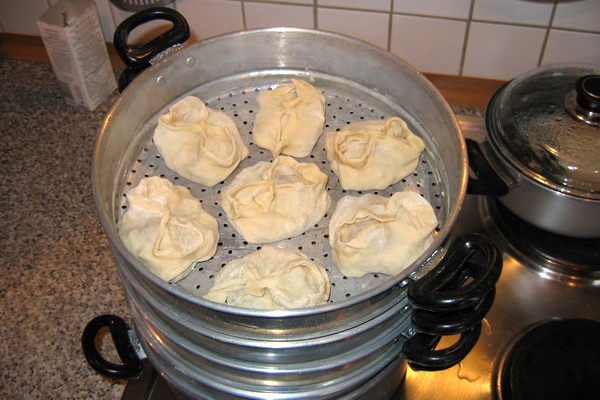
Готовые манты ручной лепки в мантоварке

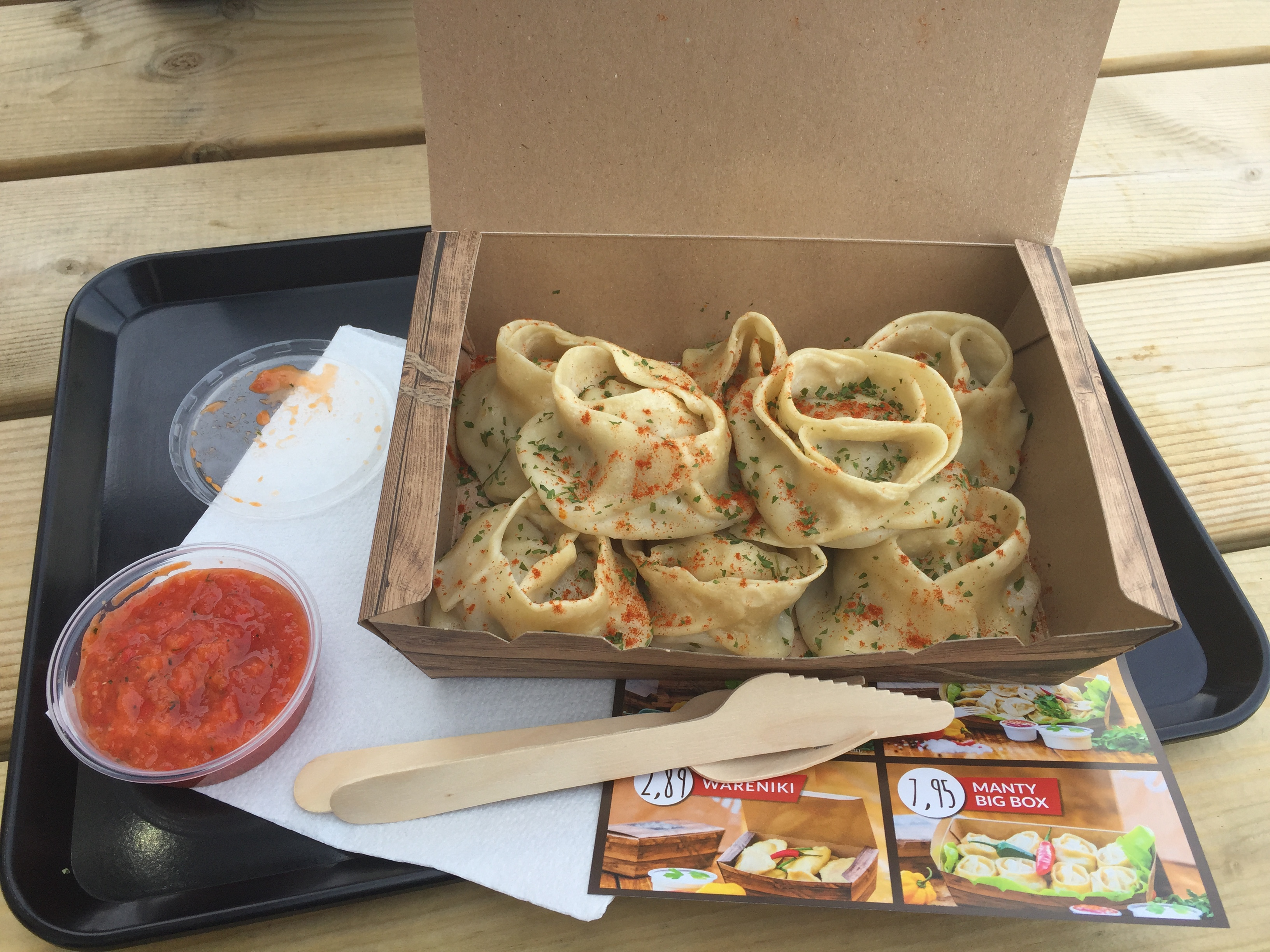
Манты как блюдо в закусочной (Германия)

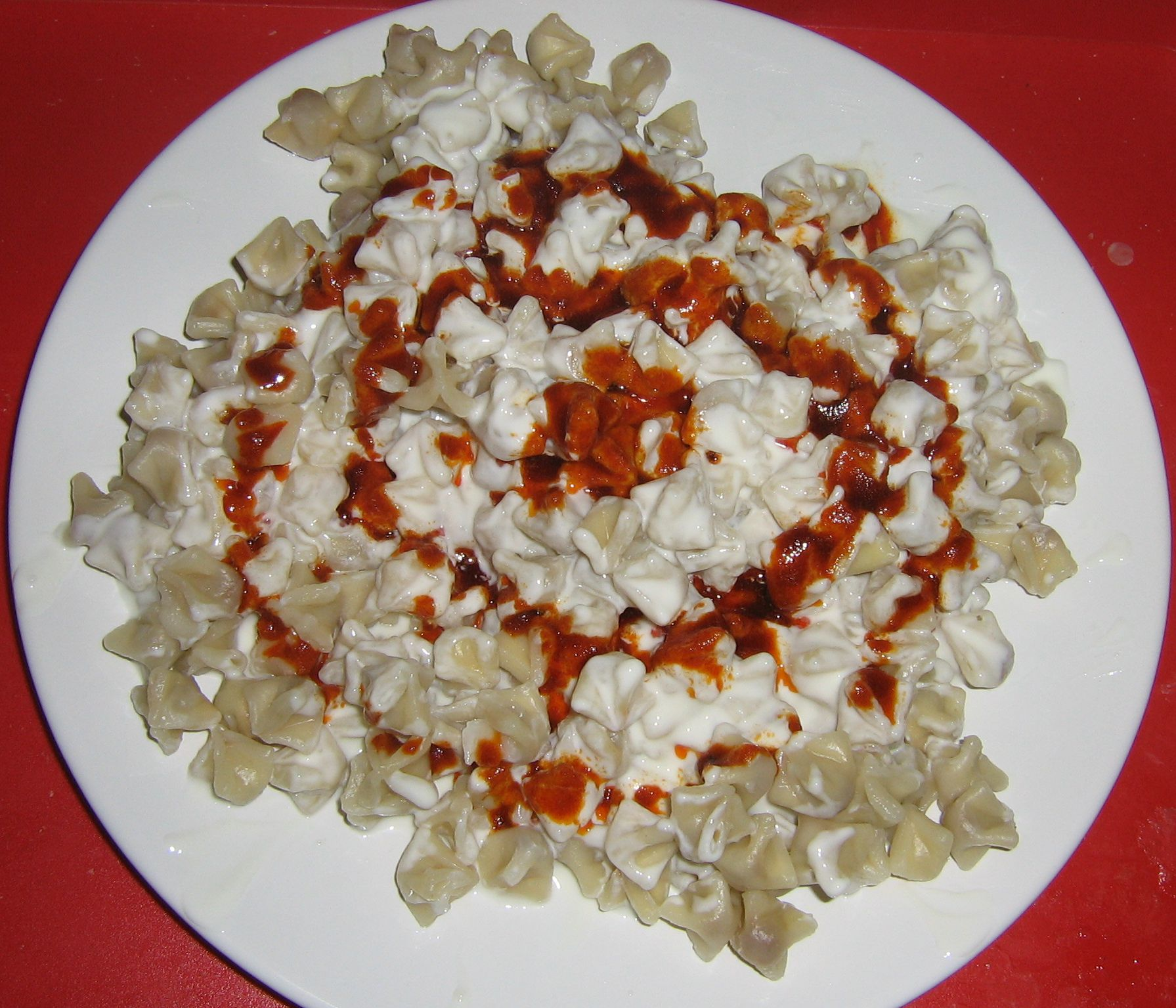
Турецкие манты

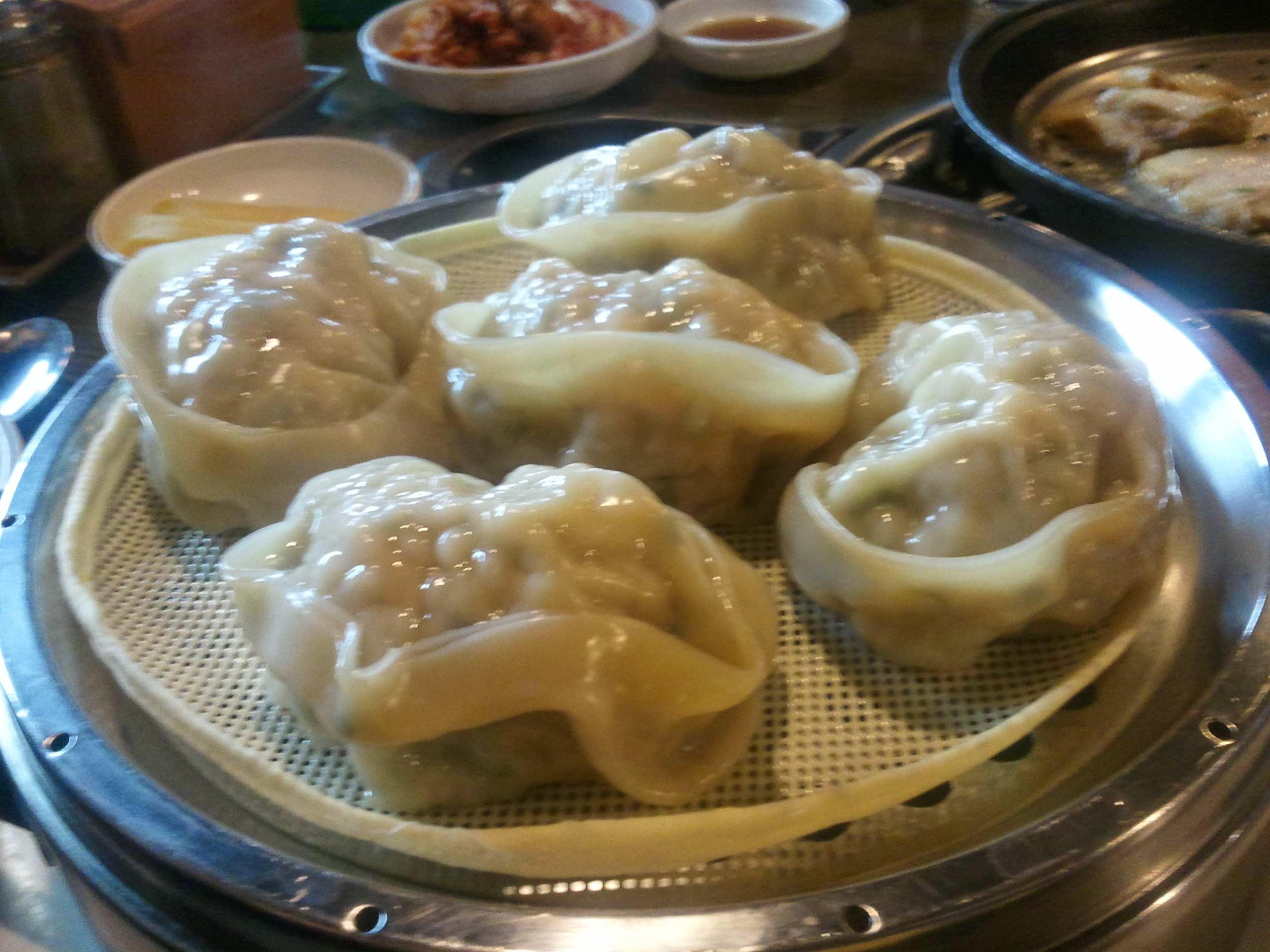
Корейские «манду́»

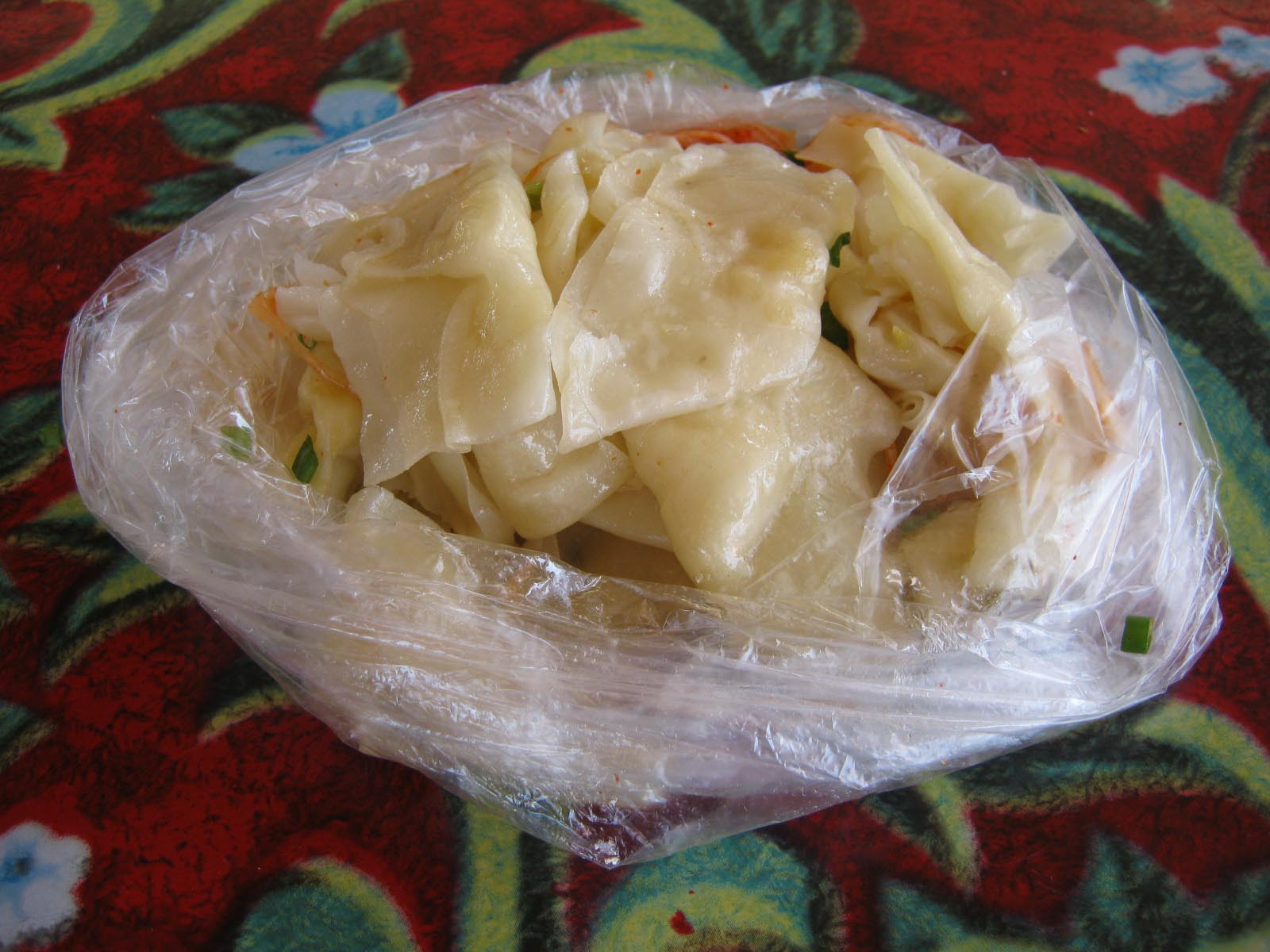
Чычкан (майда) манту

Манты́ — традиционное, преимущественно мясное блюдо народов Центральной Азии, Турции, Монголии, Кореи («манду́», кор. 만두?, 饅頭?), России (Татарстана, Башкортостана), Таджикистана, Киргизии, Казахстана, Туркменистана, Узбекистана и Китая, состоящее из мелко нарубленного мяса в тонко раскатанном тесте, приготовленное на пару в мантоварке (манты-каскане/манты-казане).

## Из истории
Ближайшее к мантам блюдо — монгольское национальное блюдо бууз, которое готовят так же, как манты. Приготовленное из дрожжевого теста блюдо называют мантуун бууз, а тесто без начинки — мантуу.  
Слова «бууз[а]», «бозы», «позы» происходят от китайского слова «баоцзы» (кит. 包子, англ. bāozi, дунг. бо́зы) — названия блюда в современном Китае, очень похожее на манты (паровые пирожки с начинкой), тогда как «маньтоу» (кит. трад. 饅頭, упр. 馒头, пиньинь mántou) — это паровые булочки, приготовляемые, как правило, без начинки. Тем не менее некоторые историки утверждают, что в древности «маньтоу» были более похожи на известные нам сегодня манты (то есть имели начинку) и, возможно, появились под влиянием одноимённого тюркского блюда. 
В китайском классическом средневековом романе Ло Гуаньчжуна «Троецарствие», описывающем события времён падения династии Хань и последующей Эпохи Троецарствия, упоминается история появления «маньтоу». Там рассказывается о том, что «маньтоу» (исходно дословно — «головы маньцев», 蠻頭, далее изменившееся в нынешнее 饅頭) были придуманы как имитация человеческого жертвоприношения духам погибших. Автором изобретения выступает китайский полководец и государственный деятель того периода Чжугэ Лян. Описываемые маньтоу были с мясной начинкой. 
Японские «мандзю» (饅頭) — жареные булочки с начинкой — так же этимологически происходят от китайских «маньтоу».

## Состав

### Фарш
Как любое другое многонациональное и известное в нескольких регионах блюдо (например, пельмени), манты могут содержать самую разнообразную начинку из разных видов мяса и овощей. Единого рецепта фарша для них не существует.
В Средней Азии и в Казахстане, а также у карачаевцев и балкарцев распространён фарш мясной (как правило, баранина и нутряной или курдючный бараний жир) с луком, картофельный с жиром, картофельно-мясной и тыквенный. Весной бывает начинка из свежей зелени. В Кыргызстане есть разновидность этого блюда, называемая майда манты (то есть «мелкие манты», по форме напоминают мелкие вареники), в которых в качестве начинки используется картофель.
В оригинальном уйгурском рецепте фарш состоит из нарубленной баранины и лука с добавлением кусочков мелко нарубленной тыквы или джусая.
В Монголии фарш делают из говядины, козлятины, конины, верблюжатины или он (в китайском рецепте) может состоять также из свинины. Для вкусового разнообразия в фарш также могут добавляться кусочки птицы. Иногда в фарш кладут маленькие кусочки вымени, верблюжьего горба, курдючного сала. Вместо тыквы может использоваться морковь или иной овощ, способный, разварившись, дать немного сока для сочности и мягкости мяса. Иногда, кроме лука, добавляют дополнительно чеснок. Дунгане и уйгуры довольно часто вместо тыквы используют растение джусай. Существуют варианты мант только с тыквой или только с джусаем без мяса. В приморских регионах Китая встречается использование креветок в качестве основной составляющей фарша.

### Тесто
Тесто для мант — пресное и без дрожжей, на воде, но уйгуры и дунгане в зимнее время используют дрожжевое тесто. Манты по форме представляют собой вылепленную из теста чашечку, лежащую на «донышке», у которой верх может быть закрыт герметично, чтобы не вытекал и не испарялся сок — иначе манты потеряют сочность. По форме манты могут быть и круглыми (и тогда герметично залепленными), и трёх-четырёхугольными (тогда с отверстиями сверху). Такие манты называют «ленивыми».

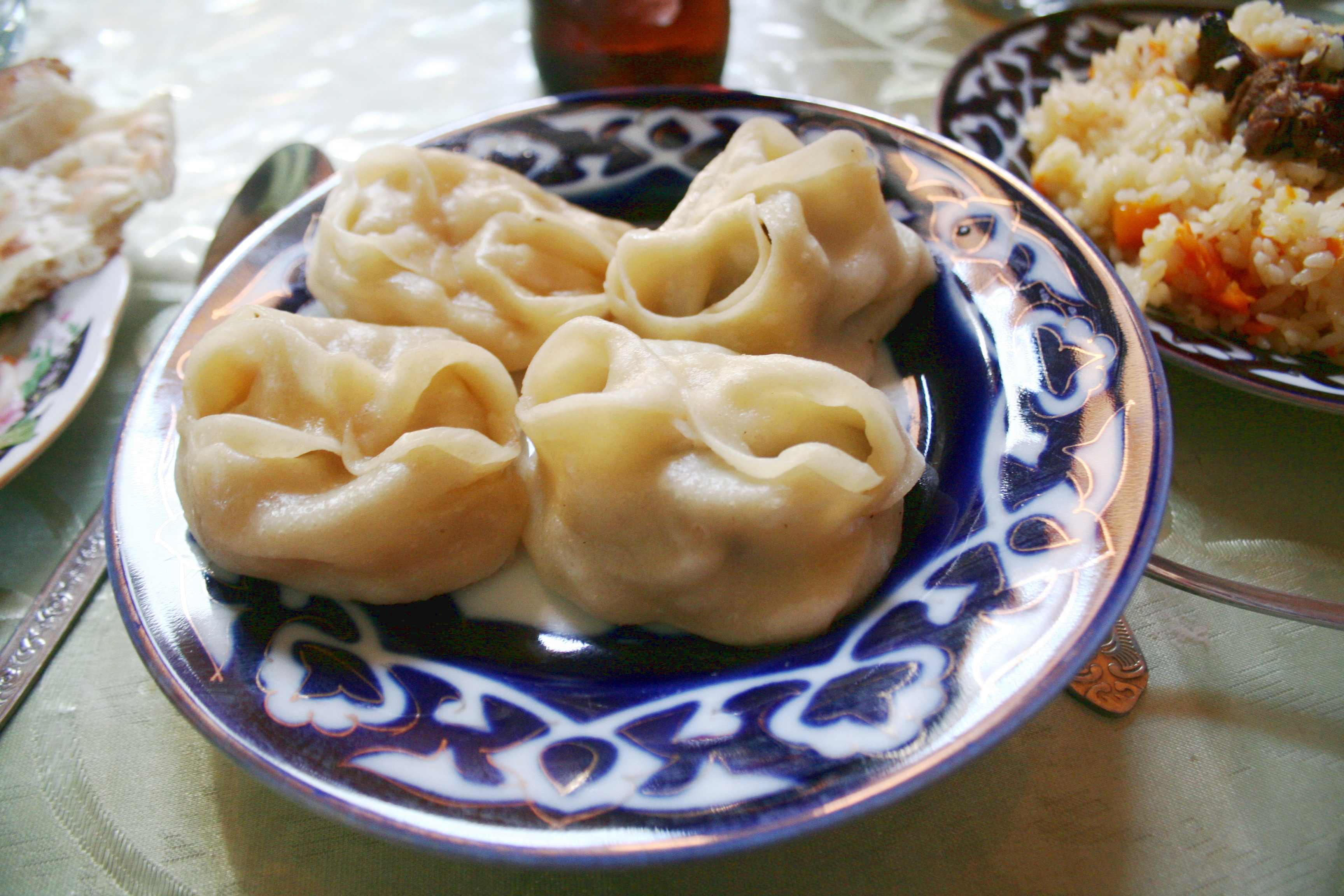
Узбекские манты

## В национальных кухнях

### Казахские манты
Казахские манты (каз. манты) готовятся на пару.
Начинка из рубленного мяса, которая может быть с тыквой. Домашние манты, при отсутствии тыквы, могут готовиться с морковью. На севере блюдо может готовиться с картофелем вместо тыквы, а на юге могут использовать джусай.

### Узбекские манты
Узбекские манты (узб. manti) готовятся на пару, в мантоварке, называемой в Узбекистане «мантикаскон» или «мантышница». Чаще всего фарш готовят из баранины, но возможны варианты из смеси разных видов мяса. Популярны различные варианты мант со смесью тыквы и мяса; вегетарианские из тыквы (ковок-манти), картофеля и другие. Иногда добавляют баранье (курдючное) сало. При ручной лепке характерен особый способ скреплять концы крест-накрест — примерно, как почтовый конверт. Тесто принято раскатывать для мант очень тонко. Популярная приправа кислое молоко (катык) или поджарка из лука.

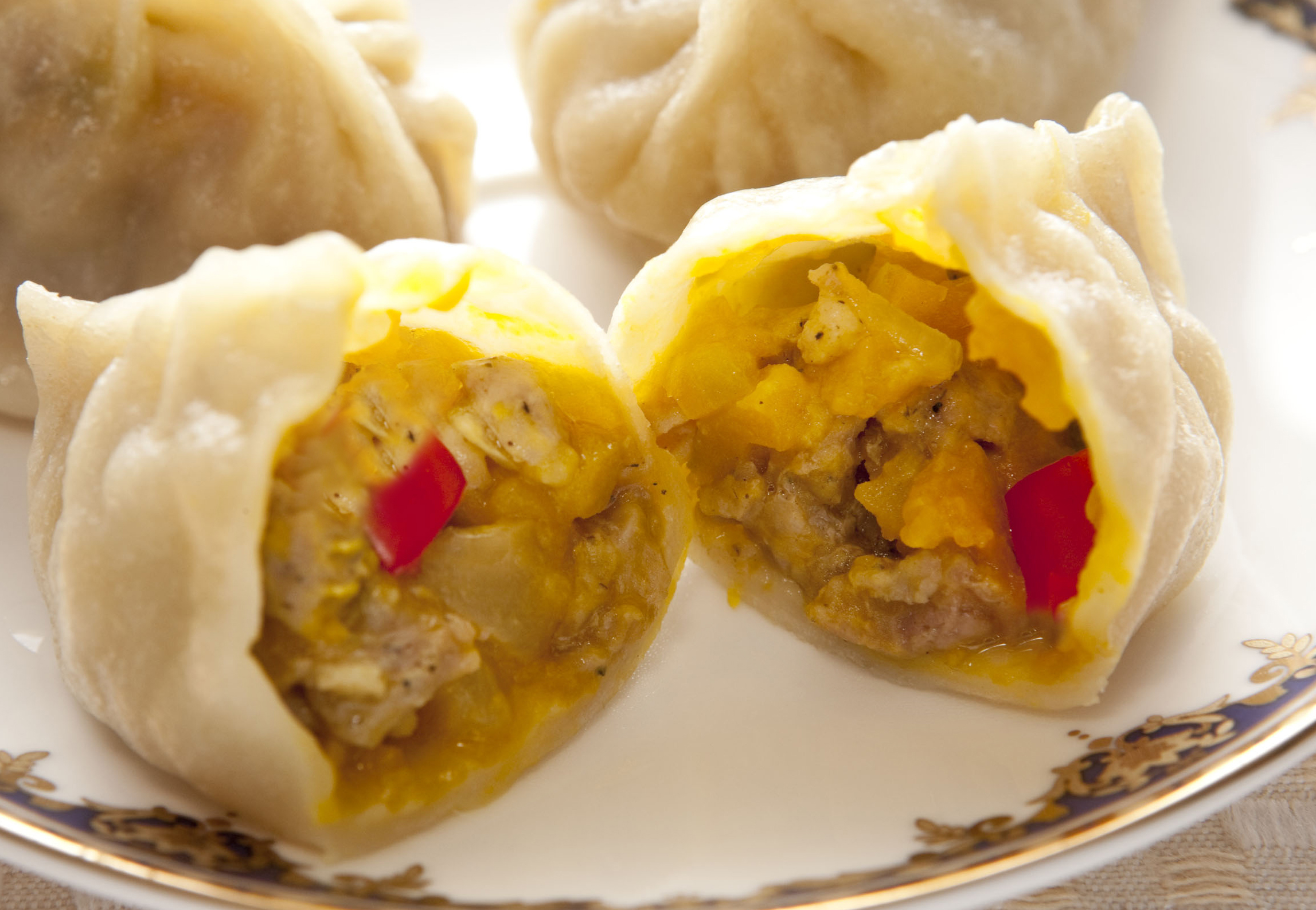
Уйгурские кава-манта

### Уйгурские манты
Уйгурские манты едят с «лазджаном» — приправой из красного перца, заправленного растительным маслом. Также популярна «кобра» — приправа из помидоров, острого перца и чеснока. Манты считаются одним из основных блюд уйгурской кухни наряду с лагманом. У уйгуров есть более 10 видов мант: хошан, джусай-манта, кава-манта, болдурган-манта, йеник-манта и другие.

##### Кава-манта
Кава — тыква, которая используется в качестве начинки в равных долях с бараниной. Готовится на пару.
Разновидность кава-манта — хошан, жареные манты. Такие манты сперва обжариваются на растительном масле до достижения золотистой корочки, а затем их помещают в мантоварку до готовности. Такой способ готовки позволяет избавиться от вредных веществ, образуемых при жарке, и в то же время оставляет вкус жареного продукта.

##### Джусай-манта
Готовится на пару. В качестве начинки используется растение джусай. Можно использовать вместе с бараниной или отдельно.

##### Болдурган-манта
Готовится на пару. В этом блюде используется дрожжевое тесто. Манты получаются «пышными», то есть болдурган. В качестве начинки используется либо только мясо (баранина), либо мясо вместе с джусаем.

### Таджикские манты
Таджикские манты готовятся на пару, в мантоварке, называемой в Таджикистане «мантупазак». Чаще всего фарш готовят из баранины, говядины, но возможны варианты из смеси других видов мяса и курдючного сала. Популярны различные варианты мантов. При ручной лепке характерен особый способ скреплять концы крест-накрест — примерно как почтовый конверт а также лепят в круглой и треугольной форме. Тесто раскатывают для мантов очень тонко. Популярная приправа — чёрный и красный перец, кроме того добавляют мяту, базилик и другие приправы. Таджикские манты едят с кислым молоком, сметаной, сливочным маслом или с тушёным овощным салатом.